# Guanacaste nationalpark
Guanacaste nationalpark är en nationalpark i Costa Rica. Nationalparken ligger i provinsen Guanacaste, i den nordvästra delen av landet. Parken ligger på 300 till 1659 meters höjd och har en yta på 33 kvadratkilometer. I området finns torr skog, betesmarker samt molnskog. 1999 listades Guanacastes nationalpark tillsammans med intilliggande Santa Rosa nationalpark, Volcán Rincón de la Vieja nationalpark och Bahia Junquillal nationella viltreservat ett världsarv med namnet Guanacaste naturvårdsområde. Nationalparken ligger en av de varmaste och torraste delarna av Costa Rica.

## Historia
Guanacaste nationalpark skapades 1989 för att skapa en förbindelse mellan Santa Rosa nationalpark och de höglänta molnskogarna vid vulkanerna Orosi och Cacao och mot den karibiska regnskogen i norra Costa Rica. Förhoppningen var att de två nationalparkerna skulle säkerställa tillräckligt stora habitat för bland annat jaguarer och pumor samt underlätta för fåglars och insekters  säsongsmässiga förflyttningar mellan torra skogar och regn- och molnskogar. Dr. Daniel Janzen var en drivande kraft bakom skapandet av nationalparken.

## Fauna
I den torra skogen finns navelsvin,  vrålapor,  vitnosad näsbjörn, vitsvanshjort, trädekorrar, fladdermöss och kapuchinapor.  Där finns också många fågelarter bland annat vitstrupig skatskrika, elfenbensparakit och tofskarakara. På högre höjd finns ekorrgök, tangaror och strimnäbbad ani.